# Bois-Bernard
Bois-Bernard är en kommun i departementet Pas-de-Calais i regionen Hauts-de-France i norra Frankrike. Kommunen ligger i kantonen Vimy som tillhör arrondissementet Arras. År 2022 hade Bois-Bernard 833 invånare.

## Befolkningsutveckling
Antalet invånare i kommunen Bois-Bernard
| Referens: INSEE |